# Александър Бутлеров
Александър Михайлович Бутлеров е руски химик, академик (1874), професор в университетите в Казан и Санкт-Петербург. Един от създателите на теорията за строежа на органичните съединения (структурна теория) и на учението за тавтомерията като динамична изомерия. Синтезирал третични алкохоли, уротропин (1859), захарно вещество (1861), ръководейки се от структурната теория.

## Биография
Роден е на 15 септември 1828 г. (стар стил) в Чистопол, Русия, в семейството на полковник Михаил Бутлеров и София Михайловна. От рано останал без майка, израства в село Бутлеровка под грижите и спартанското възпитание на баща си. По време на гимназиалното си образование силно обиква химията и започва да прави първите си опити. След завършване на гимназията през 1844 г. записва химия в Казанския университет. Лабораторните занимания в университета му се струват недостатъчни и Бутлеров си прави малка домашна лаборатория, в която денонощно прави опити и успява да получи различни сложни съединения.
В университета Бутлеров се сближава със своя преподавател Н. Зинин – професор по химия. Ученият вижда в младежа големи способности. Той го обиква, помага му и ръководи научните му опити. След дипломирането си остава в университета, където чете лекции по физика, физическа география и неорганична химия. По-късно става професор и получава от Казанския университет задгранична командировка. Посещава много научни центрове в Германия, Австрия, Италия, Франция, Швейцария и Англия. Среща се със светилата на световната химия и се запознава с тяхната работа. През този период от изследователската си дейност Бутлеров се занимава със синтезата на органичните съединения.
През 1861 г. Бутлеров отново посещава Западна Европа. Този път той отива да противопостави собствените си възгледи на теориите на западните химици. На XXXVI Конгрес на немските естествоизпитатели и лекари той изнася доклада „За химичния строеж на веществото". Бутлеров подчертава, че всяка научна теория трябва да произлиза от фактите, които обяснява. С появяването на нови факти, които не се побират в рамките на дадената теория, тя трябва да отстъпи мястото си на нова, съдържаща по широки обобщения. Теорията на Бутлеров е посрещната с хладно мълчание.
Завърнал се в Русия, той се заема с още по-голяма упоритост за окончателното оформяне на своята теория за строежа. Тогава в науката е общоприета теорията на френския учен Жерар. Тя отхвърля всякакви предположения за вътрешния строеж на молекулите и възможността да се изясни той. Жерар и неговите привърженици пишат за едно и също вещество различни формули в зависимост от химичните реакции. Същността на Бутлеровата теория за строежа на веществото се заключава в това, че като се изследват химичните превръщания на веществата, може да се разбере вътрешната структура на молекулите. Като признава определена химична структура за всяка молекула, Бутлеров твърди, че тази структура може да бъде изразена с една рационална формула. Такава формула изразява всичките основни химични свойства на дадено вещество. Той винаги подчертава, че говори за химичен строеж, а не просто за строежа на молекулите. Явлението изомерия е основен факт, който заляга в неговата теория. Като се познава добре теорията за строежа на веществото, могат теоретически да се определят всички възможни изомери на съединението.
През 1868 г., вече като известен професор, Бутлеров поема Катедрата по органична химия Петербургския университет. Той е винаги в числото на прогресивно настроените професори. Твърдо се бори за чистотата на Руската академия на науките. Тя трябва да е руска и в нея да членуват само руски учени. Не веднъж той влиза в остри спорове с тези, които искат да предоставят академично място на чужденци.
Умира на 5 август 1886 г. (стар стил) в село Бутлеровка на 57-годишна възраст.